# 샤이카

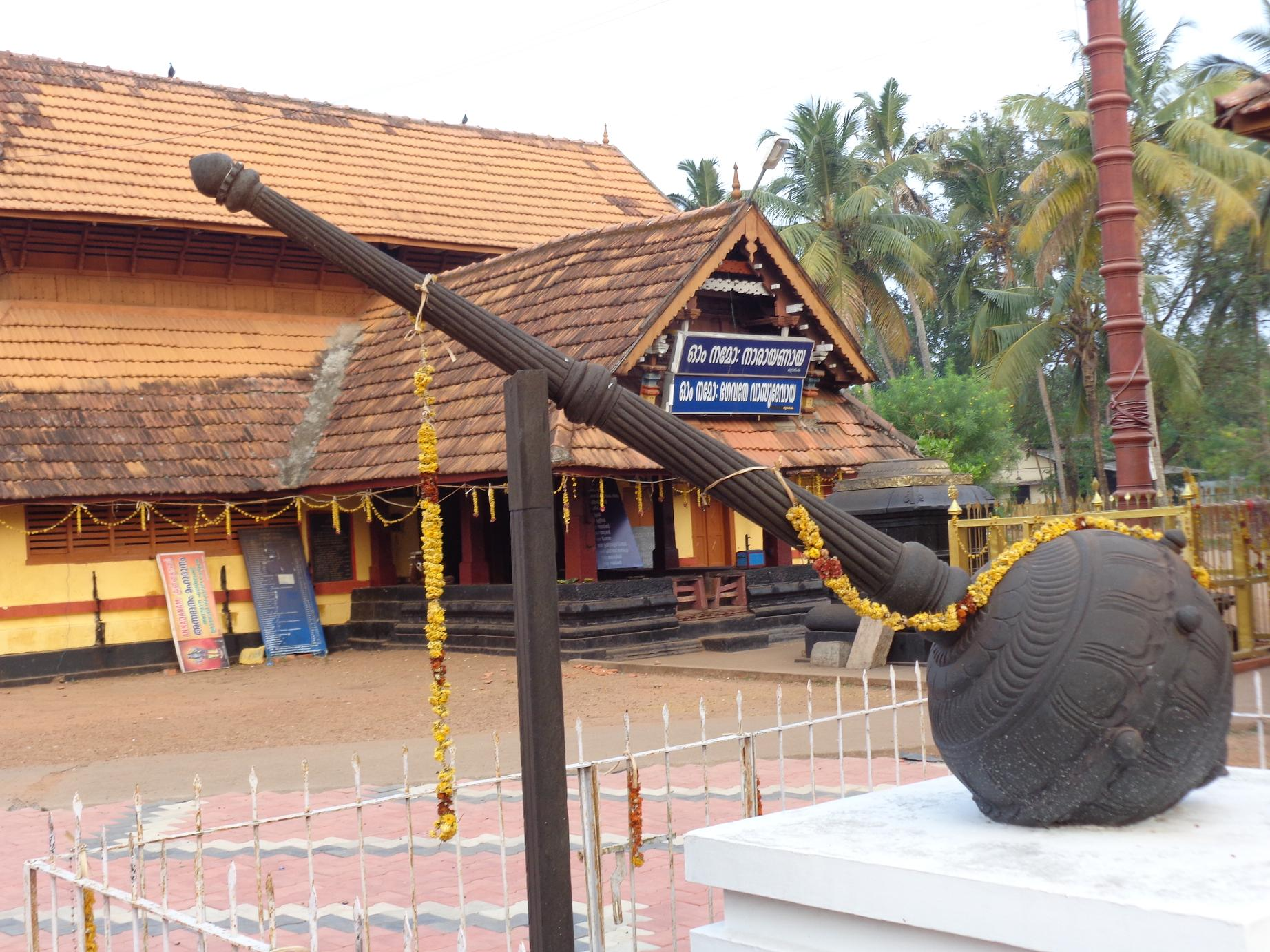
샤이카의 모형

샤이카(산스크리트어: शैक्य)는 마하바라타의 주요 등장인물 중 하나인 비마세나가 사용한 가다(인도식 철퇴)이다.